# Paula Frassinetti
Paola "Paula" Frassinetti (Génova, 3 de março de 1809 — Roma, 11 de junho de 1882) foi uma religiosa italiana canonizada pela Igreja católica. Foi irmã de Giuseppe Frassinetti, declarado venerável pela Igreja católica em 1991.

## Vida e obras
Nasceu em 3 de março de 1809, em Gênova, Itália. Foi a única filha de Giovanni Battista (João Batista) e Angela Frassinetti, tendo entre os seus irmãos alguns que se tornaram sacerdotes. A mãe de Paula morreu quando ela tinha nove anos e a tia de Paula passou a cuidar da família, mas também veio a falecer três anos depois. Paula, já com doze anos, passou a ser a dona da casa. Devido aos intermináveis deveres em casa ela não tinha como atender a escola, entretanto todas as noites seus irmãos a ensinavam tudo que haviam aprendido na escola e seu pai esclarecia algumas dúvidas deixadas por eles e assim Paula acabou tendo uma razoável educação.
Com dezoito anos muda-se com algumas companheiras para uma residência para, em conjunto, dedicarem a sua vida a Deus. Começam então a dar aulas, até, aos poucos, abrem instituições de educação que se situam hoje por todo o mundo.
Paula Frassinetti morreu em junho de 1882 de pneumonia na casa matriz da Irmãs de Santa Doroteia. Em 1906, o corpo foi exumado para ser trasladado e foi encontrado incorrupto. Três anos depois é reaberta sua urna funerária, e o seu corpo continua incorruptível. O Vaticano exige provas materiais desse fato e submete o cadáver a testes e ensaios químicos, inclusive submergindo-o em ácido, sem obter, com isso, qualquer modificação em seu aspecto. Em 1906 o corpo intacto da madre fundadora da Congregação das Irmãs de Santa Doroteia foi transferido para a Capela da Casa Geral de Santo Onofre em Roma (Sant'Onofrio al Gianicolo), onde está exposto desde então em uma urna de cristal, doada pelas alunas brasileiras, a visitação pública.
Em 8 de junho de 1930, Paula Frassinetti é beatificada pelo Papa Pio XI. No dia 11 de março de 1984, é canonizada pelo Papa João Paulo II. Foi fundadora da congregação de Santa Doroteia e ela mesma elaborou o estatuto da mesma. Esta congregação tem hoje numerosos colégios em Portugal e no Brasil.
Morreu em 1882 e em 1906 o seu corpo foi encontrado incorrupto.